# Burwood Council
Koordinaten: 33° 53′ S, 151° 6′ O

Burwood Council ist ein lokales Verwaltungsgebiet (LGA) im australischen Bundesstaat New South Wales. Burwood gehört zur Metropole Sydney, der Hauptstadt von New South Wales. Das Gebiet ist 7,1 km² groß und hat etwa 40.000 Einwohner.
Die Burwood Municipality liegt im inneren Stadtbereich von Sydney etwa zehn Kilometer westlich des Stadtzentrums. Das Gebiet beinhaltet 6 Stadtteile: Burwood, Burwood Heights, Enfield und Teile von Croydon, Croydon Park und Enfield. Der Verwaltungssitz des Councils befindet sich im Stadtteil Burwood im Norden der LGA.

## Verwaltung
Der Burwood Council hat sechs Mitglieder, die von den Bewohnern der LGA gewählt werden. Burwood ist nicht in Bezirke untergliedert. Zusätzlich wird von allen Bewohnern der Mayor (Bürgermeister) und Vorsitzende des Councils gewählt.

## Persönlichkeiten
- Alan Angus (1912–1988), Radrennfahrer